# Округи Європейського парламенту

Округи Європейського парламенту

Округи Європейського парламенту являють собою територіальні одиниці, що мають певне представництво в Європарламенті. Прямі загальні вибори до Європейського парламенту проходять у всіх країнах-членах Європейського союзу. Оскільки кожна з країн має свою квоту депутатів, яка обчислюється виходячи з чисельності її населення, територія Євросоюзу ділиться на виборчі округи, кожен з яких може займати територію лише однієї держави — члена. Однак у кожній з держав депутати обираються за національними правилами, тому й квота членів Європарламенту може різним чином розподілятися всередині країни, в тому числі ділитися на кілька виборчих округів. В даний час шість з двадцяти восьми країн мають на своїй території більше одного виборчого округу: Бельгія, Велика Британія, Ірландія, Італія, Польща і Франція. У іншій двадцять одній державі державні кордони збігаються з межами єдиного округу.
Вибори 2009 року проводились в рамках Ніццького договору, що встановлює кількість депутатів Європарламенту на рівні 736 делегатів (згідно ст. 190 EG-Договору); Лісабонський договір встановлює кількість парламентаріїв на рівні 751 людини, включно з головою, який не має голосу, і змінює розподіл кількості представників за країною, проте дані зміни набудуть чинності лише в 2014 році.
Більшість округів багатомандатні, і в них застосовуються різні варіанти пропорційної виборчої системи. Виняток становить округ німецькомовної громади Бельгії, що має одного представника в Європейському парламенті. У цьому зв'язку депутатський мандат дістається кандидату, який набрав більшість голосів. Кількість місць, що припадають на один округ, в країнах з внутрішнім розподілом коливається від одного до двадцяти трьох, а серед всіх округів найбільше представництво має Німеччина, яка делегує 99 депутатів.

## Повний список
У цьому списку спочатку подано всі виборчі округи за країнами, що мають по кілька округів на виборах до Європарламенту, а потім всі єдині виборчі округи в порядку зменшення кількості депутатів.
| Округ                               | Країна          | Складу округу | Місць | Населення   | Населення на місце |
| ----------------------------------- | --------------- | --- | ----- | ----------- | ------------------ |
| Північно-західна Франція            | Франція         | Нижня Нормандія, Верхня Нормандія, Нор-Па-де-Кале, Пікардія | 10    | 9,150,000   | 762,000            |
| Західна Франція                     | Франція         | Бретань, Землі Луари, Пуату-Шарант | 9     | 8,000,000   | 804,000            |
| Східна Франція                      | Франція         | Ельзас, Бургундія, Шампань-Арденни, Франш-Конте, Лотарингія | 9     | 8,200,000   | 820,000            |
| Південно-західна Франція            | Франція         | Аквітанія, Лангедок-Русійон, Південь-Піренеї | 10    | 8,200,000   | 819,000            |
| Південно-східна Франція             | Франція         | Корсика, Прованс — Альпи — Лазурний Берег, Рона-Альпи | 13    | 10,800,000  | 833,000            |
| Луара, Центральний масив            | Франція         | Овернь, Центр — Долина Луари, Лімузин | 5     | 4,500,000   | 753,000            |
| Іль-де-Франс                        | Франція         | Іль-де-Франс (включаючи Париж) | 15    | 11,300,000  | 805,000            |
| Заморські володіння Франції         | Франція         | Заморські володіння Франції | 3     | 2,500,000   | 820,000            |
| Фламандська виборна колегія         | Бельгія         | Фламандська громада | 14    | 6,000,000   | 428,000            |
| Франкомовна виборна колегія         | Бельгія         | Французька громада Бельгії | 9     | 4,000,000   | 444,000            |
| Німецькомовна виборна колегія       | Бельгія         | Німецькомовна громада Бельгії | 1     | 71,000      | 71,000             |
| Дублін                              | Ірландія        | Дублін | 3     | 1,190,000   | 400,000            |
| Схід                                | Ірландія        | Графства Карлоу, Кілдер, Кілкенні, Леїш, Лаут, Міт, Оффалі, Вексфорд і Віклоу                                                                                             | 3     | 1,100,000   | 367,000            |
| Південь                             | Ірландія        | Графства Корк, Керрі, Лімерік, Північний Тіпперері, Південний Тіпперері і Вотерфорд                                                                                       | 3     | 1,100,000   | 367,000            |
| Північний захід                     | Ірландія        | Графства Каван, Клер, Донегол, Голуей, Літрім, Лонгфорд, Мейо, Монахан, Роскоммон, Слайго і Вестміт                                                                       | 3     | 880,000     | 293,000            |
| Північно-західна Італія             | Італія          | Валле-д'Аоста, Лігурія, Ломбардія, П'ємонт | 23    | 15,000,000  | 653,000            |
| Північно-східна Італія              | Італія          | Емілія-Романья, Фріулі-Венеція-Джулія, Трентіно-Альто-Адідже, Венето | 15    | 10,700,000  | 714,000            |
| Центральна Італія                   | Італія          | Лаціо, Марці, Тоскана, Умбрія | 16    | 10,900,000  | 681,000            |
| Південна Італія                     | Італія          | Абруццо, Апулія, Базиліката, Калабрія, Компанія, Молізе | 17    | 13,800,000  | 816,000            |
| Італійські острови                  | Італія          | Сардинія, Сицилія | 7     | 6,600,000   | 943,000            |
| Поморський                          | Польща          | Поморське воєводство | 2     | n/a         | n/a                |
| Куявсько-Поморське                  | Польща          | Куявсько-Поморське воєводство | 3     | n/a         | n/a                |
| Підляський та Вармінсько-Мазурський | Польща          | Підляське воєводство і Вармінсько-Мазурське воєводство | 2     | n/a         | n/a                |
| Варшава                             | Польща          | Варшава і частина Мазовецького воєводства (повіти: Гродзиський, Легьоновський, Новодвурський, Отвоцький, Пясечинський, Прушківський, Варшавський-Західний і Воломинський) | 6     | n/a         | n/a                |
| Мазовецький                         | Польща          | частина Мазовецького воєводства, не входить у варшавський округ | 3     | n/a         | n/a                |
| Лодзинський                         | Польща          | Лодзьке воєводство | 4     | n/a         | n/a                |
| Великопольський                     | Польща          | Великопольське воєводство | 5     | n/a         | n/a                |
| Люблінський                         | Польща          | Люблінське воєводство | 4     | n/a         | n/a                |
| Підкарпатський                      | Польща          | Підкарпатське воєводство | 2     | n/a         | n/a                |
| Малопольський і Свєнтокшиський      | Польща          | Малопольське воєводство і Свентокшиське воєводство | 8     | n/a         | n/a                |
| Сілезький                           | Польща          | Сілезьке воєводство | 8     | n/a         | n/a                |
| Нижнєсілезький і Опольський         | Польща          | Нижньосілезьке воєводство і Опольське воєводство | 7     | n/a         | n/a                |
| Любуський і Західнопоморський       | Польща          | Любуське воєводство і Західнопоморське воєводство | 2     | n/a         | n/a                |
| Лондон                              | Велика Британія | Великий Лондон | 8     | 7,400,000   | 822,000            |
| Південно-східна Англія              | Велика Британія | Південно-Східна Англія | 10    | 8,000,000   | 800,000            |
| Південно-західна Англія             | Велика Британія | Південно-Західна Англія, Гібралтар | 6     | 4,900,000   | 700,000            |
| Західний Мідленд                    | Велика Британія | Західний Мідленд | 6     | 5,200,000   | 740,000            |
| Північно-західна Англія             | Велика Британія | Північно-Західна Англія | 8     | 6,700,000   | 745,000            |
| Північно-східна Англія              | Велика Британія | Північно-Східна Англія | 3     | 2,500,000   | 833,000            |
| Йоркшир і Хамбер                    | Велика Британія | Йоркшир і Хамбер | 6     | 5,100,000   | 816,000            |
| Східний Мідленд                     | Велика Британія | Східний Мідленд | 5     | 4,100,000   | 683,000            |
| Східна Англія                       | Велика Британія | Східна Англія | 7     | 5,400,000   | 770,000            |
| Північна Ірландія                   | Велика Британія | Північна Ірландія | 3     | 1,700,000   | 566,000            |
| Шотландія                           | Велика Британія | Шотландія | 6     | 5,000,000   | 714,000            |
| Уельс                               | Велика Британія | Уельс | 4     | 3,000,000   | 725,000            |
| Німеччина                           | Німеччина       | Німеччина | 99    | 82,000,000  | 828,000            |
| Іспанія                             | Іспанія         | Іспанія | 54    | 43,000,000  | 796,000            |
| Нідерланди                          | Нідерланди      | Нідерланди | 27    | 16,000,000  | 590,000            |
| Греція                              | Греція          | Греція | 24    | 11,000,000  | 458,000            |
| Португалія                          | Португалія      | Португалія | 24    | 10,500,000  | 437,000            |
| Чехія                               | Чехія           | Чехія | 24    | 10,200,000  | 425,000            |
| Угорщина                            | Угорщина        | Угорщина | 24    | 10,000,000  | 416,000            |
| Швеція                              | Швеція          | Швеція | 19    | 9,000,000   | 473,000            |
| Австрія                             | Австрія         | Австрія | 18    | 8,200,000   | 455,000            |
| Данія                               | Данія           | Данія | 14    | 5,400,000   | 385,000            |
| Словаччина                          | Словаччина      | Словаччина | 14    | 5,300,000   | 378,000            |
| Фінляндія                           | Фінляндія       | Фінляндія | 14    | 5,200,000   | 370,000            |
| Литва                               | Литва           | Литва | 13    | 3,600,000   | 277,000            |
| Латвія                              | Латвія          | Латвія | 9     | 2,300,000   | 255,000            |
| Словенія                            | Словенія        | Словенія | 7     | 2,000,000   | 285,000            |
| Естонія                             | Естонія         | Естонія | 6     | 1,300,000   | 216,000            |
| Кіпр                                | Кіпр            | Кіпр | 6     | 780,000     | 130,000            |
| Люксембург                          | Люксембург      | Люксембург | 6     | 440,000     | 73,000             |
| Мальта                              | Мальта          | Мальта | 5     | 400,000     | 80,000             |
| Всього                              | Всього          | Всього | 732   | 459,295,000 | 627,000            |